# Jung Joon-ho
Jung Joon-ho (en hangul, 정준호; en hanja, 鄭俊鎬; romanización revisada, Jeong Jun-ho; Yesan, Provincia de Chungcheong del Sur, 9 de noviembre de 1969) es un actor de televisión y cine surcoreano.

## Biografía
Tiene una hermana mayor y dos hermanos menores. 
Estudió una licenciatura en cine y teatro en la Universidad de Kyung Hee, así como una maestría en estudios de medios.
Es muy buen amigo del actor surcoreano Shin Hyun-joon. También es amigo de los actores Jang Dong-gun, Ahn Jae-wook, Kim Jung-eun, Jung Woong-in y Choi Jin-sil, así como del comediante Kim Dae-hee.
A finales de 2010 comenzó a salir con la locutora surcoreana Lee Ha-jung, el 25 de marzo de 2011 la pareja se casó. y más tarde tuvieron un hijo Jung Si-wook (febrero de 2014). y una hija (junio de 2019).

## Carrera
Es miembro de la agencia STX Lion Heart Entertainment (STX 라이언하트는 엔터테인먼트).
El 8 de marzo de 2008 se unió al elenco principal de la serie Last Scandal donde dio vida al actor top Jang Dong-chul mejor conocido artísticamente como "Song Jae-bin", hasta el final de la serie el 27 de abril del mismo año.
El 14 de octubre de 2009 se unió al elenco principal de la serie IRIS donde interpretó a Jin Sa-woo, un miembro del Servicio de Seguridad Nacional (NSS), hasta el final de la serie el 17 de diciembre del mismo año.
18 de octubre de 2010 se unió al elenco principal de la serie Queen of Reversals donde dio vida a Bong Joon-soo, el esposo de Hwang Tae-hee (Kim Nam-joo), hasta el final de la serie el 1 de febrero de 2011.
En agosto de 2014 se unió al elenco principal de la serie Mama donde dio vida a Moon Tae-joo, el exnovio de Han Seung-hee (Song Yoon-ah) a quien recurre para que cuide de su hijo después de que ella muera luego de ser diagnosticada con una enfermedad terminal.
El 18 de noviembre de 2015 se unió al elenco principal de la serie Sweet, Savage Family donde interpretó a Yoon Tae-soo, el jefe de la pandilla Choongshim, encargado de manejar clubes nocturnos, para hombres, salones de juegos ilícitos y alcohol, hasta el final de la serie el 14 de enero de 2016.
En abril de 2016 se unió al elenco principal de la serie Flowers of the Prison donde dio vida a Yoon Won-hyung, una figura política coreana del período Joseon.
En noviembre de 2018 se unió al elenco recurrente de la serie Sky Castle donde interpretó a Kang Joon-sang, un ambicioso y egoísta médico del Hospital Universitario Joo-nam y esposo de Han Seo-jin (Yum Jung-ah), que no se detiene ante nada para sacar a los rivales del camino, hasta el final de la serie en febrero de 2019.
El 30 de septiembre de 2019 se unió al elenco principal de la serie The Tale of Nokdu donde dio vida al Rey Gwang-hae, el padre biológico de Jeon Nok-du (Jang Dong-yoon), un hombre que después de la muerte del antiguo Rey descubre que no era el sucesor elegido por lo que ordena la ejecución de todos los que lo apoyaban y sus posibles contendientes, hasta el final de la serie en noviembre del mismo año.
En diciembre de 2020 realizará una aparición especial en la serie True Beauty donde interpretará a Lee Joo-hun, el padre de Lee Su-ho (Cha Eun-woo), una estrella original de Hallyu, así como el director ejecutivo de una compañía de entretenimiento.

## Filmografía

### Series de televisión
| Año             | Título                                  | Personaje                     | Notas                              |
| --------------- | --------------------------------------- | ----------------------------- | ---------------------------------- |
| 2022 - presente | Showtime Begins!                        | General Choi-gum              | [ 21 ] [ 22 ]                      |
| 2020            | True Beauty                             | Lee Joo-hun                   | (aparición especial)               |
| 2020            | Convenience Store Saet Byul             | Jung Joon-ho                  | ep. #3 - (aparición especial)      |
| 2019            | The Tale of Nokdu                       | Rey Gwang-hae                 | 36 episodios                       |
| 2018 - 2019     | Sky Castle                              | Dr. Kang Joon-sang            |                                    |
| 2016            | Flowers of the Prison                   | Yoon Won-hyung                | 51 episodios                       |
| 2015 - 2016     | Sweet, Savage Family                    | Yoon Tae-soo                  | 16 episodios                       |
| 2014            | Mama                                    | Moon Tae-joo                  | 24 episodios                       |
| 2013            | Your Neighbor's Wife                    | Min Sang-shik                 | 22 episodios                       |
| 2013            | IRIS II: New Generation                 | Jin Sa-woo                    | (aparición especial)               |
| 2010 - 2011     | Queen of Reversals                      | Bong Joon-soo                 | 31 episodios                       |
| 2010            | Athena: Goddess of War                  | Jin Sa-woo                    | (aparición especial)               |
| 2010            | Coffee House                            | -                             | 2 episodios - (aparición especial) |
| 2009            | IRIS                                    | Jin Sa-woo                    | 20 episodios                       |
| 2008            | Last Scandal                            | Jang Dong-chul (Song Jae-bin) | 16 episodios                       |
| 2007            | Perhaps Love (If in Love... Like Them)  | Young-no                      |                                    |
| 2005            | Princess Lulu                           | Kang Woo-jin (Marco Jung)     | 20 episodios                       |
| 2001            | Hotelier                                | -                             | (ep. #7-8) - (aparición especial)  |
| 2001            | Empress Myeongseong (The Lost Empire)   | -                             |                                    |
| 2000            | Air Force                               | Yoo Jung-joon                 | 2 episodios                        |
| 2000            | Women Like You                          | -                             |                                    |
| 2000            | Mr. Duke                                | -                             | (aparición especial)               |
| 1999            | Goodbye My Love                         | Choi Gi-tae                   | 16 episodios                       |
| 1998            | Sunflower                               | Moon Soo-nam                  |                                    |
| 1998            | Panther of Kilimanjaro                  | -                             | 7 episodios                        |
| 1998            | Heart of Lies                           | Oh Ji-suk                     |                                    |
| 1998            | Love                                    | Choi Min-muk                  |                                    |
| 1997            | Condition of Love                       | -                             |                                    |
| 1997            | Beautiful Sin                           | Kim Cheol-su                  |                                    |
| 1997            | Cinderella                              | Cuñado de Seo Joon-suk        |                                    |
| 1996            | The Most Beautiful Goodbye in the World | In-chul                       |                                    |
| 1996            | Open Your Heart                         | Park Hyun-soo                 | 24 episodios                       |
| 1996            | Sibling Relations                       | Park Sang-baek                |                                    |
| 1995            | The Fourth Republic                     | Oficial de Seguridad          |                                    |

### Películas
| Año  | Título                       | Personaje           | Notas                                                                                           |
| ---- | ---------------------------- | ------------------- | ----------------------------------------------------------------------------------------------- |
| 2025 | Hitman 2                     | Cheon Deok-kyu      | [ 25 ]                                                                                          |
| 2020 | George and Bong Shik         | George              |                                                                                                 |
| 2020 | Hitman: Agent Jun            | Deok-gyu            | junto a Kwon Sang-woo, Hwang Jin-hee, Lee Yi-kyung y Lee Ji-won                                 |
| 2016 | Operation Chromite           | Seo Jin-cheol       | junto a Liam Neeson, Lee Jung-jae, Lee Beom-soo, Jin Se-yeon y Park Chul-min                    |
| 2012 | Marrying the Mafia V         | Park Dae-seo        | junto a Sung Dong-il, Kim Seung-woo, Kwanghee, Park Sang-wook, Kim Min-jung y Doojoon           |
| 2010 | Love, in Between             | Yun Ji-seok         |                                                                                                 |
| 2010 | IRIS: The Movie              | Jin Sa-woo          | junto a Lee Byung-hun, Kim Tae-hee, Kim So-yeon y Kim Seung-woo                                 |
| 2009 | More Than Blue               | Presidente Lim      |                                                                                                 |
| 2009 | City of Damnation            | Jang Choon-dong     |                                                                                                 |
| 2007 | The Houseguest and My Mother | -                   |                                                                                                 |
| 2006 | Righteous Ties               | Kim Ju-jung         |                                                                                                 |
| 2006 | My Boss, My Teacher          | Gye Du-shik         | junto a Jung Woong-in, Jung Woon-taek y Kim Sang-joong                                          |
| 2005 | The Twins                    | Myung-su / Hyung-su | [ 31 ]                                                                                          |
| 2005 | Another Public Enemy         | Han Sang-woo        |                                                                                                 |
| 2004 | A Wacky Switch               | Lee Dong-hwa        |                                                                                                 |
| 2003 | North Korean Guys            | Choi Baek-du        |                                                                                                 |
| 2003 | The Legend of Evil Lake      | Bi Ha-rang          |                                                                                                 |
| 2002 | Unborn but Forgotten         | Lee-seok            |                                                                                                 |
| 2002 | Marrying the Mafia           | Park Dae-seo        | junto a Kim Jung-eun, Yoo Dong-geun, Sung Ji-ru, Park Sang-wook, Park Geun-hyung y Kim Hae-sook |
| 2002 | A Perfect Match              | Park Hyeon-su       |                                                                                                 |
| 2001 | My Boss, My Hero             | Gye Du-shik         | junto a Jung Woong-in, Jung Woon-taek y Park Jun-gyu                                            |
| 2000 | Siren                        | Kang-hyun           |                                                                                                 |
| 2000 | The Anarchists               | Lee-geun            |                                                                                                 |
| 1997 | 1818                         | Ma Dae-kyung        |                                                                                                 |

### Programas de variedades
| Año                         | Título                                  | Notas                                                    |
| --------------------------- | --------------------------------------- | -------------------------------------------------------- |
| 2018 - presente             | Wife's Taste                            | miembro                                                  |
| 2020                        | Long Live and Work                      |                                                          |
| 2020                        | Amazing Saturday (DoReMi Market)        | (ep. #93) - invitado                                     |
| 2018                        | Life Bar                                | (ep. #99) - invitado                                     |
| 2018                        | Let's Eat Dinner Together               | (ep. #107) - invitado                                    |
| 2015, 2020                  | Radio Star                              | (ep. #453, 657) - invitado                               |
| 2012                        | Strange Celebrity News                  | invitado                                                 |
| 2011                        | Show King                               | invitado                                                 |
| 2009, 2012, 2014 2002, 2003 | Happy Together: Season 3 Happy Together | (ep. #80, 277, 357) - invitado (ep. #29, 106) - invitado |
| 2006                        | X-Man                                   | (ep. #114-115) - invitado                                |
| -                           | Sunday Night - Enjoy Today              |                                                          |

### Apariciones en videos musicales
| Año  | Intérprete          | Canción                     | Notas |
| ---- | ------------------- | --------------------------- | ----- |
| 2010 | Tae Jin-ah          | "Love Is Better Than Money" |       |
| 2005 | KCM (Kang Chang-mo) | "Smile Again"               |       |
| 2002 | Jo Sung-moo         | "Ace of Sorrow"             |       |

### Revistas / sesiones fotográficas
| Año  | Título            | Notas                                   |
| ---- | ----------------- | --------------------------------------- |
| 2019 | High Cut Magazine | junto a Choi Won-young y Kim Byung-chul |

### Anuncios
| Año | Título                 | Notas                  |
| --- | ---------------------- | ---------------------- |
| -   | Bohae Bokbunjaju       |                        |
| -   | Zespri Gold Kiwifruit  |                        |
| -   | Hyundai Card           |                        |
| -   | Gun Young Construction |                        |
| -   | Indian                 |                        |
| -   | 동아제약 모닝케어      | junto a Kim Byung-chul |

## Premios y nominaciones
| Año  | Categoría                                     | Premio                      | Trabajo                    | Resultado |
| ---- | --------------------------------------------- | --------------------------- | -------------------------- | --------- |
| 2014 | Most Popular Actor                            | 34th Golden Cinema Festival | Return of the Mafia        | Ganó      |
| 2013 | Special Award - Variety Show                  | MBC Entertainment Award     | Sunday Night - Enjoy Today | Ganó      |
| 2010 | Top Excellence Award, Actor                   | MBC Drama Award             | Queen of Reversals         | Ganó      |
| 2009 | Korean Cultural Award                         | 17th Chunsa Film Art Award  | -                          | Ganó      |
| 2009 | Excellence Award, Actor in a Mid-length Drama | KBS Drama Award             | IRIS                       | Ganó      |
| 2008 | Top Excellence Award, Actor                   | MBC Drama Award             | Last Scandal               | Ganó      |
| 2007 | Achievement Award                             | Kyung Hee University        | -                          | Ganó      |
| 2005 | Best Actor                                    | 28th Hwanggeum Film Award   | -                          | Ganó      |
| 2002 | Popular Star Award                            | 23rd Blue Dragon Film Award | Marrying the Mafia         | Ganó      |
| 1996 | Best New Actor                                | MBC Drama Award             | -                          | Ganó      |